# Општина Добрецу (Олт)
Добрецу (рум. Dobreţu) општина је у Румунији у округу Олт.
Oпштина се налази на надморској висини од 170 m.